# Réseau de coteaux crayeux du bassin de l'Oise aval (Beauvaisis)
Réseau de coteaux crayeux du bassin de l'Oise aval (Beauvaisis) este o arie protejată (sit de importanță comunitară — SCI) din Franța întinsă pe o suprafață de 415 ha, integral pe uscat.

## Localizare
Centrul sitului Réseau de coteaux crayeux du bassin de l'Oise aval (Beauvaisis) este situat la coordonatele 49°31′30″N 1°59′16″E / 49.525°N 1.98778°E.

## Înființare
Situl Réseau de coteaux crayeux du bassin de l'Oise aval (Beauvaisis) a fost declarat arie specială de conservare în baza directivei 92/43 din 1992 referitoare la conservarea habitatelor naturale și a faunei și florei sălbatice pentru a proteja 1 specie de plante și 6 specii de animale.

## Biodiversitate
Situată în ecoregiunea atlantică, aria protejată conține 6 habitate naturale: Formațiuni de Juniperus communis pe lande sau pajiști calcaroase, Pajiști uscate seminaturale și facies de acoperire cu tufișuri pe substraturi calcaroase (Festuco-Brometalia) (* situri importante pentru orhidee), Grohotișuri medio-europene calcaroase, de la nivel colinar și montan, Păduri de fag Asperulo-Fagetum, Liziere de ierburi înalte hidrofile de câmpie și de nivel montan până la alpin, Fânețe de joasă altitudine (Alopecurus pratensis, Sanguisorba officinalis).
La baza desemnării sitului se află mai multe specii protejate:
- plante (1): Sisymbrium supinum
- mamifere (4): liliac cu urechi mari (Myotis bechsteinii), liliac comun (Myotis myotis), liliacul mare cu potcoavă (Rhinolophus ferrumequinum), liliacul mic cu potcoavă (Rhinolophus hipposideros)
- nevertebrate (2): fluturele auriu (Euphydryas aurinia), Euplagia quadripunctaria

Pe lângă speciile protejate, pe teritoriul sitului au mai fost identificate 14 specii de plante.